# Oscilador Armstrong

Diagrama de un circuito oscilador Armstrong usando un FET como el dispositivo activo.

El oscilador Armstrong, también conocido como el oscilador Meissner, es un circuito oscilador electrónico que utiliza un inductor y un capacitor para determinar la frecuencia de oscilación; un oscilador LC. Es el primer circuito oscilador, inventado por el ingeniero estadounidense Edwin Armstrong en 1912 e independientemente por el ingeniero austriaco Alexander Meissner en 1913, y fue usado en los primeros radiotransmisores de tubo de vacío. Es ocasionalmente llamado como un oscilador tickler (de recordatorio, de reacción) debido a que su característica distintiva es que la señal de retroalimentación necesaria para producir oscilaciones está magnéticamente acoplada al depósito inductor en el circuito de entrada por una "bobina de reacción" (L2, derecha) en el circuito de salida. Asumiendo que el acoplamiento es débil, pero suficiente para sostener la oscilación, la frecuencia de oscilación f está determinada principalmente por el circuito de depósito (L1 y C, derecha) y está dada aproximadamente por
{\displaystyle f={\frac {1}{2\pi {\sqrt {LC}}}}\,}
Este circuito fue ampliamente utilizado en el receptor de radio regenerativo, popular hasta los años 1940. En esa aplicación, la señal de frecuencia de radio de entrada de la antena está acoplada magnéticamente dentro del circuito de depósito por un bobinado adicional, y la retroalimentación es reducida con un control de ganancia ajustable en el ciclo de retroalimentación, así el circuito es solo corto de oscilación. El resultado es un filtro y amplificador de radiofrecuencia de banda estrecha. La característica no lineal del transistor o tubo también desmodula la señal de RF para producir la señal de audio.
El diagrama del circuito mostrado es una implementación moderna, usando un transistor de efecto campo como el elemento amplificador. El diseño original de Armstrong usaba un triodo de tubo de vacío.
Nótese que en la variante de Meissner, el circuito (depósito) resonante LC es cambiado por la bobina de retroalimentación, esto es, en el camino de salida (placa de tubo de vacío, desagüe de transistor de efecto campo, o colector de transistor bipolar) del amplificador, por ejemplo Grebennikov, fig. 2.8. Muchas publicaciones, sin embargo, aceptan ambas variantes con cualquier nombre; aparentemente los angloparlantes usan Armstrong, y los hablantes de alemán usan Meißner.